# Campionatul Național de Raliuri 2010
Campionatul Național de Raliuri 2010 a fost a 7-a ediție de când această competiție se află sub egida FRAS (Federația Română de Automobilism Sportiv), marcând 41 de ani de la înființare.

## Sezon
Calendarul competițional a cuprins 8 etape, iar fiecare raliu a avut câte o probă superspecială în orașul de reședință al acestuia.
Față de sezonul precedent se remarcă în acest an absența din campionat a pilotului finlandez Jarkko Miettinen (campionul din 2008 și locul 3 în sezonul 2009), dar și participarea unui nou pilot din străinătate, respectiv maghiarul Csaba Spitzmuller (campion de raliuri al Ungariei în anul 2008).

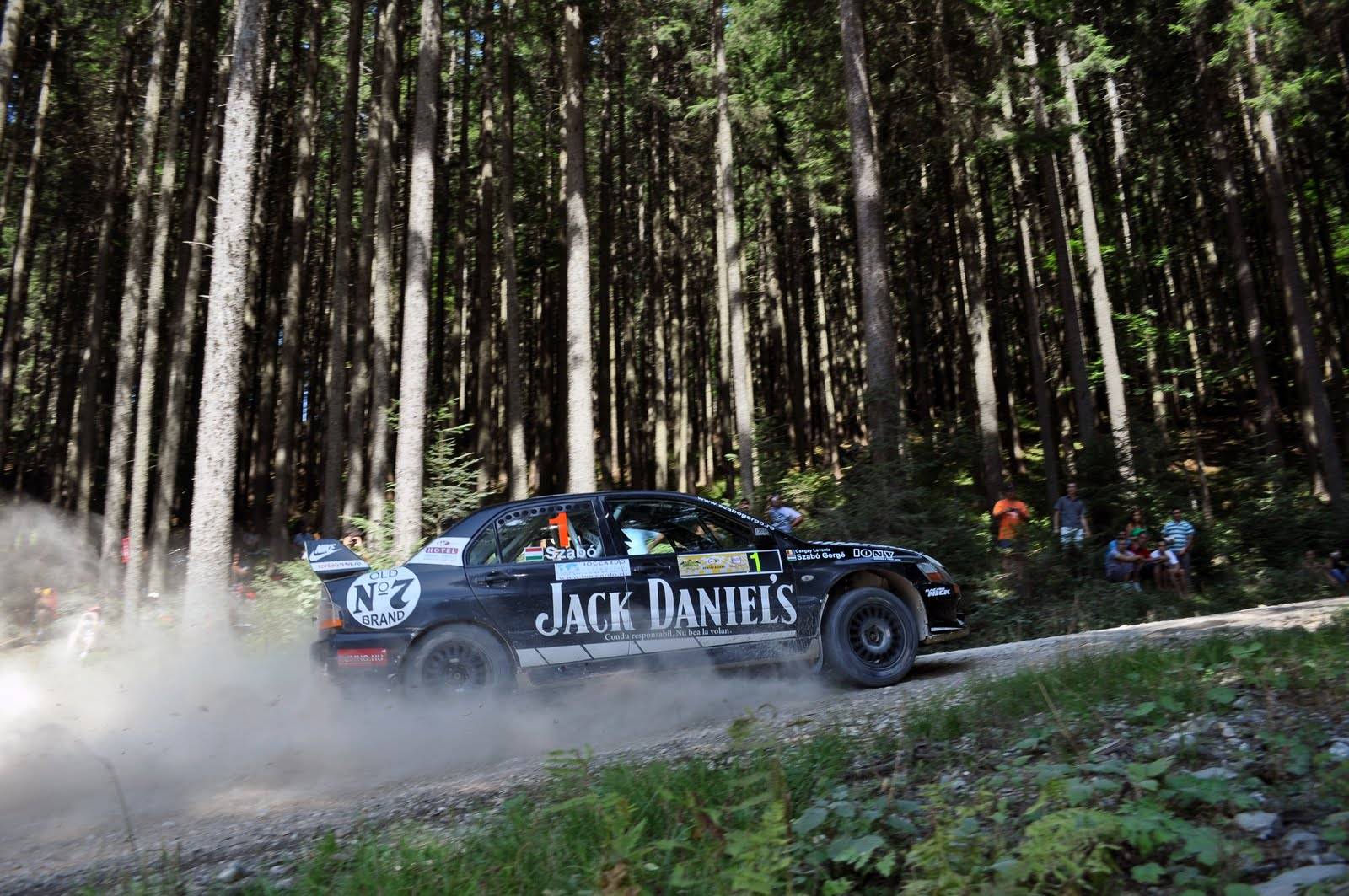
Gergo Szabo la Raliul Ţara Bârsei

La categoria FIA, care contabilizează punctele echipajelor reunite de la grupele N și A, campionul acestui sezon este echipajul format din Gergo Szabo și Csegzy Levente copilot. Este al treilea sezon al pilotului maghiar în campionatul de raliuri al României și al doilea trofeu de campion național, după cel din 2008. Acesta a dominat autoritar sezonul; astfel că după ce i-au fost anulate punctele pentru raliul câștigat la Brașov (pentru combustibil neconform cu regulamentul), a reușit apoi să câștige patru din cele opt raliuri ale sezonului, ratând victoria în Raliul Țara Bârsei din cauza unui abandon tehnic în chiar ultima probă a raliului când se afla pe primul loc, și terminând o dată pe locul doi și o dată pe locul trei.
Suspansul s-a menținut totuși până în ultima etapă, de la Iași, în care al doilea echipaj în clasamentul FIA, Valentin Porcișteanu-Dan Dobre, încă păstra șanse de a deveni campioni în cazul unei aritmetici mai puțin probabile, ca Gergo Szabo să nu termine în puncte ori să abandoneze, iar aceștia să termine pe unul din primele trei locuri. Ghinionul avea însă să-i lovească tocmai pe ei, când în a doua probă specială a raliului au fost întârziați din cauza unei pene aproape cinci minute, într-un raliu marcat de altfel de abandonuri importante. Terminând raliul pe locul patru aceștia și-au asigurat locul doi în clasamentul general la finalul sezonului, cea mai bună clasare din carieră.
Tensiunea finalului de raliu a fost suplimentată și de o manevră neregulamentară făcută de echipajul Gergo Szabo-Csegy Levente în punctul de control orar al primei zile și apoi una pe drumul de legatură. O penalizare sau descalificare a echipajului maghiar ar fi însemnat ca Vali Porcișteanu să termine raliul pe locul trei, ceea ce echivala și cu caștigarea de către el a titlului de campion național. Totuși, din motive controversate această greșeală a rămas nesancționată, astfel că echipajul maghiar reușea să devină campion.
La grupa A, echipajul format din Edwin Keleti și Victor Ponta, pe Renault Clio R3, au câștigat detașat, terminând pe primul loc în șase din cele opt curse și devenind campioni cu trei etape înainte de finalul sezonului, încă de la Raliul Țara Bârsei de la Brașov. În ultima etapă la Iași când au concurat cu o altă mașină (Ford Focus WRC) aceștia au avut parte de un abandon spectaculos dar lipsit de urmări. Urmăritorii acestora au fost echipajele Napoca Rally Team - Vlad Cosma/Florin Dorca și Danny/Toni, pe Citroen C2R2, clasați pe doi respectiv trei la această grupă.
La grupa H, campion a devenit experimentatul pilot brașovean Gunther Graef, pe Toyota Celica model 1993/99.
În Cupa Dacia campion a devenit Viorel Ivan care a câștigat detașat în fața următorilor clasați Adrian Grigore și Sebastian Barbu, învingând în șase din cele opt etape.

## Calendar
| Nr | Raliu              | Oraș        | Data             | Suprafața | Câștigător                     | Automobil               |
| -- | ------------------ | ----------- | ---------------- | --------- | ------------------------------ | ----------------------- |
| 1  | Raliul Brașovului  | Brașov      | 16–18 aprilie    | asfalt    | Bogdan Marișca Sebastian Itu   | Subaru Impreza STI N15  |
| 2  | Raliul Argeșului   | Pitești     | 7–9 mai          | asfalt    | Gergo Szabo Csegzy Levente     | Mitsubishi Lancer Evo 9 |
| 3  | Raliul Târgu Mureș | Târgu Mureș | 4–6 iunie        | asfalt    | Csaba Spitzmuller Bea Bahor    | Mitsubishi Lancer Evo 9 |
| 4  | Raliul Clujului    | Cluj-Napoca | 25–26 iunie      | asfalt    | Bogdan Marișca Sebastian Itu   | Subaru Impreza STI N15  |
| 5  | Raliul Sibiului    | Sibiu       | 16–18 iulie      | mixtă     | Gergo Szabo Csegzy Levente     | Mitsubishi Lancer Evo 9 |
| 6  | Raliul Țara Bârsei | Brașov      | 27–28 august     | macadam   | Valentin Porcișteanu Dan Dobre | Mitsubishi Lancer Evo 9 |
| 7  | Raliul Aradului    | Arad        | 17–19 septembrie | macadam   | Gergo Szabo Csegzy Levente     | Mitsubishi Lancer Evo 9 |
| 8  | Raliul Iașului     | Iași        | 8–10 octombrie   | macadam   | Gergo Szabo Csegzy Levente     | Mitsubishi Lancer Evo 9 |

## Clasament general FIA
| Loc | Nr  | Pilot/Copilot                    | Automobil                | Gr/Cl | BV | AG | MS | CJ | SB | TB | AR | IS | Total |
| --- | --- | -------------------------------- | ------------------------ | ----- | -- | -- | -- | -- | -- | -- | -- | -- | ----- |
| 1   | 1   | Gergo Szabo/Csegzy Levente       | Mitsubishi Lancer EVO9   | N 4   | DS | 25 | 18 | 15 | 25 | AB | 25 | 25 | 133   |
| 2   | 25  | Valentin Porcișteanu/Dan Dobre   | Mitsubishi Lancer EVO9   | N 4   | 18 | 10 | AB | 6  | 18 | 25 | 18 | 12 | 107   |
| 3   | 6   | Dan Gârtofan/Miță Lăzărescu      | Subaru Impreza STI N15   | N 4   | 10 | 18 | 15 | 10 | AB | 18 | 12 | 18 | 101   |
| 4   | 5   | Bogdan Marișca/Sebastian Itu     | Subaru Impreza STI N15   | N 4   | 25 | 15 | 12 | 25 | 12 | AB | AB | AB | 89    |
| 5   | 28  | Titi Aur/Karoly Borbely          | Mitsubishi Lancer EVO9   | N 4   | 8  | 2  | 10 | AB | 15 | 12 | 10 | 15 | 72    |
| 6   | 41  | Csaba Spitzmuller/Bea Bahor      | Mitsubishi Lancer EVO9   | N 4   | NS | AB | 25 | 18 | NS | 15 | DS | NS | 58    |
| 7   | 2   | Tempesta/Dorin Pulpea            | Peugeot 207 S2000        | N 4   | 15 | 12 | AB | AB | AB | AB | 15 | AB | 42    |
| 8   | 8   | Manuel Mihalache/Sorin Colceriu  | Mitsubishi Lancer EVO9   | N 4   | 12 | 8  | AB | 12 | 8  | AB | AB | AB | 40    |
| 9   | 99  | Edwin Keleti/Victor Ponta        | Renault Clio R3 Maxi EVO | A 7   | 4  | 4  | 4  | 4  | 6  | 6  | 6  | AB | 34    |
| 10  | 15  | Octavian Popa/Mihaela Beldie     | Mitsubishi Lancer EVO9   | N 4   | NS | NS | NS | NS | 10 | 10 | 4  | 8  | 32    |
| 11  | 11  | Horațiu Savu/Marc Banca          | Mitsubishi Lancer EVO9   | N 4   | 6  | 6  | 8  | AB | NS | AB | AB | 10 | 30    |
| 12  | 7   | Jean Tatu/Cristi Florea          | Subaru Impreza STI N10   | N 4   | 2  | 1  | 6  | AB | DS | 8  | NS | NS | 17    |
| 13  | 29  | Vlad Cosma/Florin Dorca          | Citroen C2R2 Max         | A 6   | 0  | 0  | 1  | 1  | 2  | 4  | 6  | AB | 14    |
| 14  | 9   | Danny/Toni                       | Citroen C2R2 Max         | A 6   | 1  | 0  | 0  | 0  | 4  | AB | NS | 6  | 11    |
| 15  | 30  | Adrian Răspopa/Cosmin Diacu      | Mitsubishi Lancer EVO9   | N 4   | AB | 0  | AB | 8  | AB | 1  | NS | AB | 9     |
| 16  | 93  | Bogdan Năstase/Alexandru Popidan | Dacia Logan              | N 2   | AB | AB | AB | 0  | 0  | NS | AB | 4  | 4     |
| 17  | 65  | Casian Bogdan/Emanuel Resiga     | Subaru Impreza WRX STI   | N 4   | NS | NS | NS | 2  | NS | 2  | NS | NS | 4     |
| 18  | 79  | Alexandru Filip/Bogdan Iancu     | Citroen C2R2             | A 6   | 0  | 0  | 2  | AB | AB | NS | NS | NS | 2     |
| 19  | 27  | Nistor Duval/Dan Magoș           | Citroen C2R2 Max         | A 6   | NS | 0  | AB | NS | 0  | 0  | 2  | NS | 2     |
| 20  | 445 | Alexandru Mirea/Dragoș Despinoiu | Dacia Logan              | N 2   | NS | NS | 0  | AB | 0  | 0  | AB | 2  | 2     |
| 21  | 47  | Viorel Ivan/Gheorghe Dumitru     | Dacia Logan              | N 2   | 0  | 0  | 0  | 0  | 0  | 0  | 1  | 1  | 2     |
| 22  | 48  | Dan Tatoiu/Adrian Berghea        | Subaru Impreza STI N11   | N 4   | NS | NS | NS | NS | 1  | AB | AB | NS | 1     |

AB = Abandon, DS = Descalificat, NS = Nu a luat startul
| Loc    | 1  | 2  | 3  | 4  | 5  | 6 | 7 | 8 | 9 | 10 |
| ------ | -- | -- | -- | -- | -- | - | - | - | - | -- |
| Puncte | 25 | 18 | 15 | 12 | 10 | 8 | 6 | 4 | 2 | 1  |